# Anastasiya Mijalenka
Anastasiya Mijalenka –en bielorruso, Анастасія Міхаленка– (Palminka, 8 de diciembre de 1995) es una deportista bielorrusa que compite en halterofilia. Ganó una medalla de bronce en el Campeonato Europeo de Halterofilia de 2017, en la categoría de 69 kg.

## Palmarés internacional
| Campeonato Europeo | Campeonato Europeo | Campeonato Europeo | Campeonato Europeo |
| Año                | Lugar              | Medalla            | Categoría          |
| ------------------ | ------------------ | ------------------ | ------------------ |
| 2017               | Split (Croacia)    | Medalla de bronce  | 69 kg              |